# Вожский (сельское поселение)
Вожский — административно-территориальная единица (административная территория посёлок сельского типа с подчинённой ему территорией) и муниципальное образование (сельское поселение с полным официальным наименованием муниципальное образование сельского поселения «Вожский») в составе муниципального района Удорского в Республике Коми Российской Федерации.
Административный центр — посёлок Вожский.

## История
Статус и границы административной территории установлены Законом Республики Коми от 6 марта 2006 года № 13-РЗ «Об административно-территориальном устройстве Республики Коми».
Статус и границы сельского поселения установлены Законом Республики Коми от 5 марта 2005 года № 11-РЗ «О территориальной организации местного самоуправления в Республике Коми»

## Население
| 2010  | 2011  | 2012  | 2013  | 2014  | 2015  | 2016  |
| ----- | ----- | ----- | ----- | ----- | ----- | ----- |
| 3077  | ↗3080 | ↘3029 | ↘2999 | ↘2971 | ↘2774 | ↘2540 |
| 2017  | 2018  | 2019  | 2020  | 2021  |       |       |
| ↘2482 | ↘2447 | ↘2391 | ↗2403 | ↘168  |       |       |

## Состав
Состав административной территории и сельского поселения:
| № | Населённый пункт | Тип населённого пункта          | Население |
| - | ---------------- | ------------------------------- | --------- |
| 1 | Вожский          | посёлок, административный центр | ↘166      |
| 2 | Мозындор         | посёлок                         | ↘2        |